# Eugen Salomon

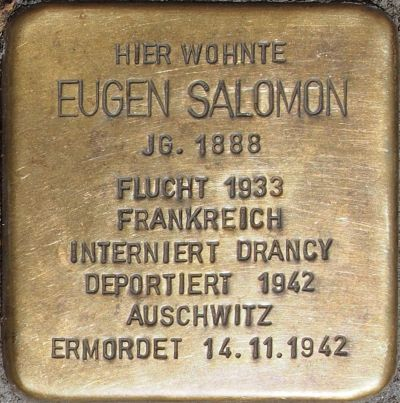
Stolperstein für Eugen Salomon in Mainz

Eugen Salomon (* 5. März 1888 in Wörrstadt; † 14. November 1942 im KZ Auschwitz-Birkenau) war ein Mainzer Fußballpionier und ab Oktober 1905 Vorsitzender des Fußballvereins 1. Mainzer Fußballclub „Hassia“ 05. Aus diesem Verein ging 1919 der 1. Mainzer Fußball- und Sportverein 05 (1. FSV Mainz 05) hervor, der heute in der Ersten Fußball-Bundesliga spielt. Eugen Salomon war zwischen 1905 und 1933 mehrmals Mitglied des Vereinsvorstandes, bis er nach der Gleichschaltung des Klubs 1933 nach Frankreich emigrierte. Von dort wurde er im November 1942 in das KZ Auschwitz-Birkenau deportiert und kurz darauf ermordet.

## Vorstandsmitglied und Vorsitzender
Eugen Salomon wurde 1888 im rheinhessischen Wörrstadt geboren und zog um 1900 mit seiner Familie nach Mainz. Dort trat er im Frühjahr 1905 dem im März jenes Jahres gegründeten 1. Mainzer Fußballclub „Hassia“ 05 bei. Auf einer außerordentlichen Generalversammlung im Oktober 1905 wurde der erst 17-jährige Salomon zum Ersten Vorsitzenden des Vereins gewählt. Durch Salomons Engagement wurde der bis dahin unorganisiert spielende Verein am 24. Juni 1906 in den Verband Süddeutscher Fußball-Vereine aufgenommen, in dem er am 7. Oktober 1906 sein erstes Pflichtspiel in der Klasse B bestritt.
Im Ersten Weltkrieg lebte er einige Jahre in Lothringen und kehrte 1918 mit seiner Familie nach Mainz zurück. Während seiner Tätigkeit als Vorsitzender, Vorstandsmitglied und auch Sponsor des Vereins fusionierte dieser mehrmals, bis nach Ende des Ersten Weltkrieges 1919 schließlich der 1. FSV Mainz 05 entstand. In seine Zeit im Vorstand fällt auch die erfolgreiche Phase des Vereins in den 1920er und frühen 1930er Jahren in der Bezirksliga Hessen. Dort gewannen die Mainzer mehrmals die Hessenmeisterschaft und 1926/27 den Titel im Bezirk Rheinhessen-Saar, was jeweils zur Teilnahme an der Süddeutschen Meisterrunde berechtigte. Eugen Salomon machte sich in den 1920er Jahren als Inhaber von Textilwarengroßhandlungen selbständig und war nach Geschäftsaufgabe infolge der Weltwirtschaftskrise als Textilvertreter tätig.
Zu Beginn der nationalsozialistischen Herrschaft galt der 1. FSV Mainz 05 als „Judenverein“. Neben Eugen Salomon waren mit dem bekannten Mainzer Geschäftsleuten Carl Lahnstein (1887–1954, Beisitzer und Sponsor) sowie Erwin Drucker (zeitweise 3. Vorsitzender und Schatzmeister) weitere Vorstandsmitglieder jüdischen Glaubens. In einer außerordentlichen Generalversammlung des Vereins am 10. August 1933 verloren die verbliebenen jüdischen Vorstandsmitglieder ihre Funktionen. Salomon verließ Deutschland noch im selben Jahr.
Über seinen weiteren Lebensverlauf war bis ins Jahr 2011 wenig bekannt. In den Mainzer Telefonbüchern wird 1934 letztmals ein Eugen Salomon aufgeführt. Laut Auswanderungslisten verließ Salomon 1933/34 Deutschland in Richtung Frankreich. Zum 50-jährigen Jubiläum des 1. FSV Mainz 05 soll sich 1955 beim Verein ein Sohn des Vereinsgründers gemeldet haben. Dieser berichtete, seine Familie habe emigrieren können und sein Vater sei inzwischen verstorben. Auch habe sich Salomon 1933 mit einem kurzen, herzlichen Brief bei Julius Etz, Spieler, Trainer und Geschäftsführer von Mainz 05, verabschiedet. Carl Lahnstein konnte Ende der 1930er Jahre in die USA emigrieren.
Die Forschungsarbeit von Vertretern des Stadtarchivs Mainz, des NS-Dokumentationszentrums Rheinland-Pfalz/Gedenkstätte KZ Osthofen und des Instituts für Geschichtliche Landeskunde an der Universität Mainz im Sommer 2011 ergab neue Erkenntnisse zum weiteren Lebensverlauf von Eugen Salomon. Er emigrierte zusammen mit drei anderen Personen, möglicherweise seine Frau und Kinder, tatsächlich nach Frankreich und lebte dort u. a. in Bourges südlich von Orleans bis 1942. Laut dem Journal officiel de la République française wurde Eugen Salomon im November 1942 von Drancy nach Auschwitz deportiert. Dort wurde er am 14. November 1942 von den Nationalsozialisten ermordet.

## Gedenken an Eugen Salomon in Mainz

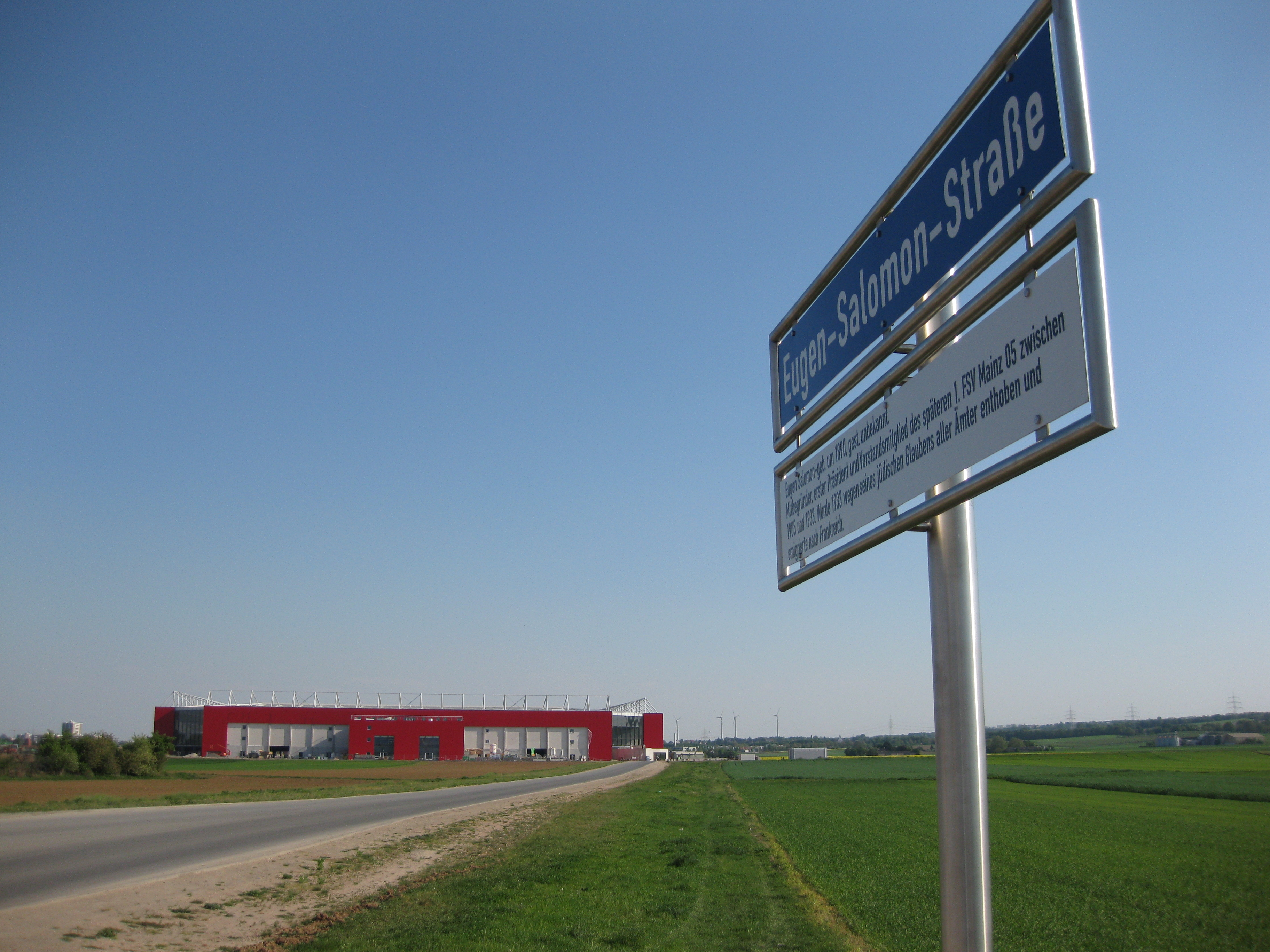
Straßenschild der Eugen-Salomon-Straße in Mainz (im Hintergrund die zum Zeitpunkt der Aufnahme noch im Bau befindliche Coface Arena)

Im Jahre 2010 wurde der fast vergessene Eugen Salomon aufgrund der kontroversen Namensbenennung einer Mainzer Straße der Öffentlichkeit wieder bekannt. Im Zuge der Bauarbeiten der Coface Arena des 1. FSV Mainz 05 in Bretzenheim beschloss der dortige Ortsbeirat, den Namen Arenastraße für die Zufahrtsstraße vom Europa-Kreisel zum Stadion zu vergeben. Die Supporters Mainz (Dachverband der Fans und Fanclubs von Mainz 05) schlugen stattdessen den Namen Eugen-Salomon-Weg oder -Straße vor. Dieser Vorschlag wurde von regionalen Medien aufgenommen und diskutiert, während die Kommunalpolitik vorerst an dem vom Ortsbeirat vorgeschlagenen Namen festhielt. Nachdem im Ortsbeirat bei einer erneuten Abstimmung ein Patt zwischen beiden Namensvorschlägen entstanden war, beschloss der Kulturausschuss des Mainzer Stadtrats am 22. Juni 2010 mehrheitlich über alle Fraktionen hinweg die Benennung der Zufahrtsstraße in Eugen-Salomon-Straße. Am 6. April 2011 wurde die Straße offiziell eingeweiht.
Am 5. März 2013 wurden zum 125. Geburtstag Eugen Salomons vor seinem letzten Mainzer Wohnsitz in der Boppstraße 64 in der Mainzer Neustadt vier Stolpersteine des Künstlers Gunter Demnig installiert. Die Aktion wurde von dem 1. FSV Mainz 05, vertreten durch den Vizepräsidenten Peter Arens, finanziert und im Beisein von Nachkommen Salomons, der Mainzer Kulturdezernentin Marianne Grosse und Fans des 1. FSV Mainz 05 durchgeführt. Die vier Stolpersteine stehen für Eugen Salomon, seine Frau Alice und seine beiden Söhne Albert und Erwin, die 1933 zusammen nach Frankreich geflüchtet waren.